# Soulier d'or belge 1975
Le Soulier d'or 1975 est un trophée individuel, récompensant le meilleur joueur du championnat de Belgique sur l'ensemble de l'année 1975. Ceci comprend donc à deux demi-saisons, la fin de la saison 1974-1975, de janvier à juin, et le début de la saison 1975-1976, de juillet à décembre.

## Lauréat
Il s'agit de la vingt-deuxième édition du trophée, remporté par le milieu de terrain néerlandais du RWDM Johan Boskamp. Il est le premier joueur étranger à remporter le Soulier d'Or, et le deuxième du « matricule 47 », après Maurice Martens. Il est élu pour ses performances en club, qu'il mène au titre de champion de Belgique 1975, le seul de l'Histoire du club. Il devance un autre néerlandais, l'avant-centre d'Anderlecht Robert Rensenbrink, et un trio brugeois composé, dans l'ordre, de Raoul Lambert, Julien Cools et René Vandereycken.

## Top 5
| Place | Joueur             | Nationalité | Club(s)        | Points |
| ----- | ------------------ | ----------- | -------------- | ------ |
| 1.    | Johan Boskamp      |             | RWDM           | 130    |
| 2.    | Robert Rensenbrink |             | RSC Anderlecht | 121    |
| 3.    | Raoul Lambert      |             | FC Bruges      | 104    |
| 4.    | Julien Cools       |             | FC Bruges      | 74     |
| 5.    | René Vandereycken  |             | FC Bruges      | 65     |